# Kirche Münchenbernsdorf

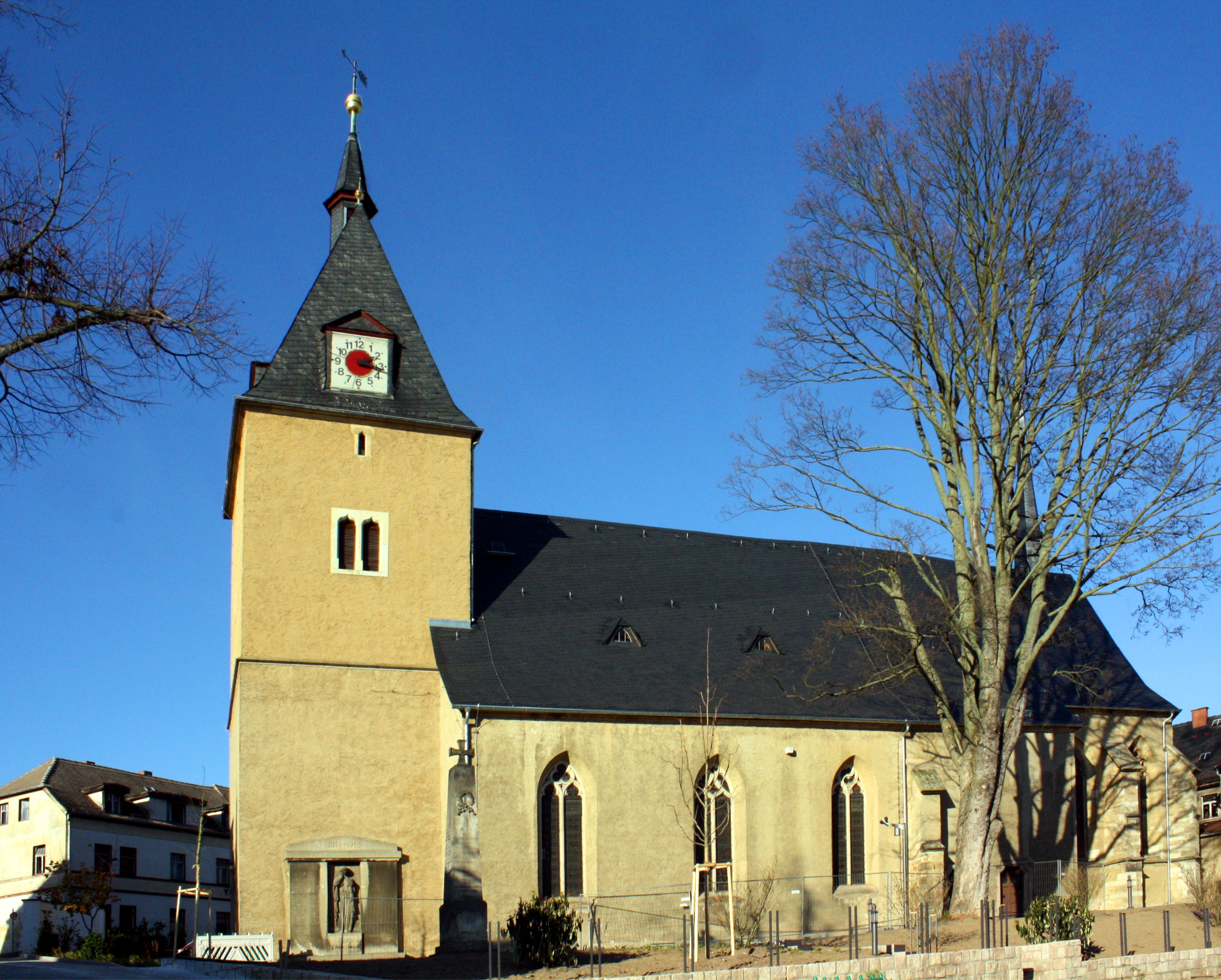
St. Mauritius

Die evangelische St. Mauritiuskirche steht in der Landstadt Münchenbernsdorf im Landkreis Greiz in Thüringen. Sie gehört zur Kirchengemeinde Münchenbernsdorf im Kirchenkreis Gera der Evangelischen Kirche in Mitteldeutschland.

## Geschichte
1260 wird die Kirche  erstmals erwähnt. 1492 wird eine Glocke in dem romanischen Chor angebracht.
1505 fertigte Valentin Lendenstreich den Marienaltar, der Merkmale der Schule Tilman Riemenschneiders besitzt.
1556 wurde der Altar eingebaut.
1907 wurde im Zuge eines Umbaus der Eingangsbereich verlegt und die Orgel auf die Empore aufgebracht.
Der Altar wurde 1980 restauriert und konserviert.